# Joseph's Coat of Many Colours
Albums de Dennis Brown
Words Of Wisdom
(1979) Live At Montreux
(1979)
Joseph's Coat Of Many Colours est un album de Dennis Brown, mixé par Maxie et Sylvan Morris et sorti en 1979. C'est le deuxième LP publié sur le label de DEB.
Moins ambitieux que Words Of Wisdom, sorti la même année, Joseph's Coat Of Many Colours est autoproduit et contient en majorité des compositions de Dennis Brown. Il est en quelque sorte la suite de Wolf & Leopards, mais ne connait pas le même succès, puisque, comme son prédécesseur, cet album est un échec commercial.
Il est réédité en vinyle par Blue Moon (1984) puis en CD par Blue Moon et Blood and Fire (2002) sous le nom The Promised Land.

## Titres
Face A
1. Slave Driver (Bob Marley) - 3:25
2. Open Your Eyes (Dennis Brown) - 3:23
3. Creator (Dennis Brown, Huford Brown) - 3:40
4. A Cup Of Tea (Dennis Brown) - 3:14
5. Together Brothers (Dennis Brown) - 4:03

Face B
1. Oh What A Day (Dennis Brown) - 3:25
2. Well Without Water (Dennis Brown) - 3:58
3. Three Meals A Day (J. Hibbert, Dennis Brown) - 4:35
4. Home Sweet Home (Dennis Brown) - 4:00
5. Man Next Door (John Holt) - 3:47

### Réédition CDThe Promised Land(Blood And Fire)
1. Emmanuel God Is With Us (Extended Mix) - 5:52
2. Promised Land (a.k.a. Lately Girl) - 2:25
3. Well Without Water - 4:13
4. Open Your Eyes - 3:39
5. The Creator - 3:51
6. Troubled World (Discomix) - 6:15
7. The Half (Discomix) - 6:09
8. Oh What A Day - 3:36
9. Together Brothers - 4:18
10. A Cup Of Tea - 3:13
11. Slave Driver - 3:38
12. Three Meals A Day - 4:48
13. Man Next Door - 3:54
14. Want To Be No General - 4:49
15. Home Sweet Home - 4:12
16. Emmanuel Version - 3:54

## Musiciens
- Chœurs : Leroy Sibbles, Junior Delgado
- Batterie : Sly Dunbar, Carlton "Santa" Davis, Leroy "Horsemouth" Wallace
- Basse : Errol "Bagga" Walker, Errol "Flabba" Holt, Lloyd Parks
- Guitare : Eric "Bingy Bunny" Lamont, Earl "Chinna" Smith, Dennis Brown, Bo Peep
- Clavier : Keith Sterling, Winston Wright, Franklyn "Bubbler" Waul, Gladstone Anderson
- Trompette : Bobby Ellis
- Saxophone : "Deadly" Headly Bennett
- Trombone : Ronald "Nambo" Robinson
- Percussions : Ruddy Thomas, Stanley "Barnabas" Bryan, Sticky, Scully Simms, Flick Wilson